# Ctenotus coggeri
Ctenotus coggeri este o specie de șopârle din genul Ctenotus, familia Scincidae, descrisă de Sadlier 1985. Conform Catalogue of Life specia Ctenotus coggeri nu are subspecii cunoscute.